# Darin Zanyar

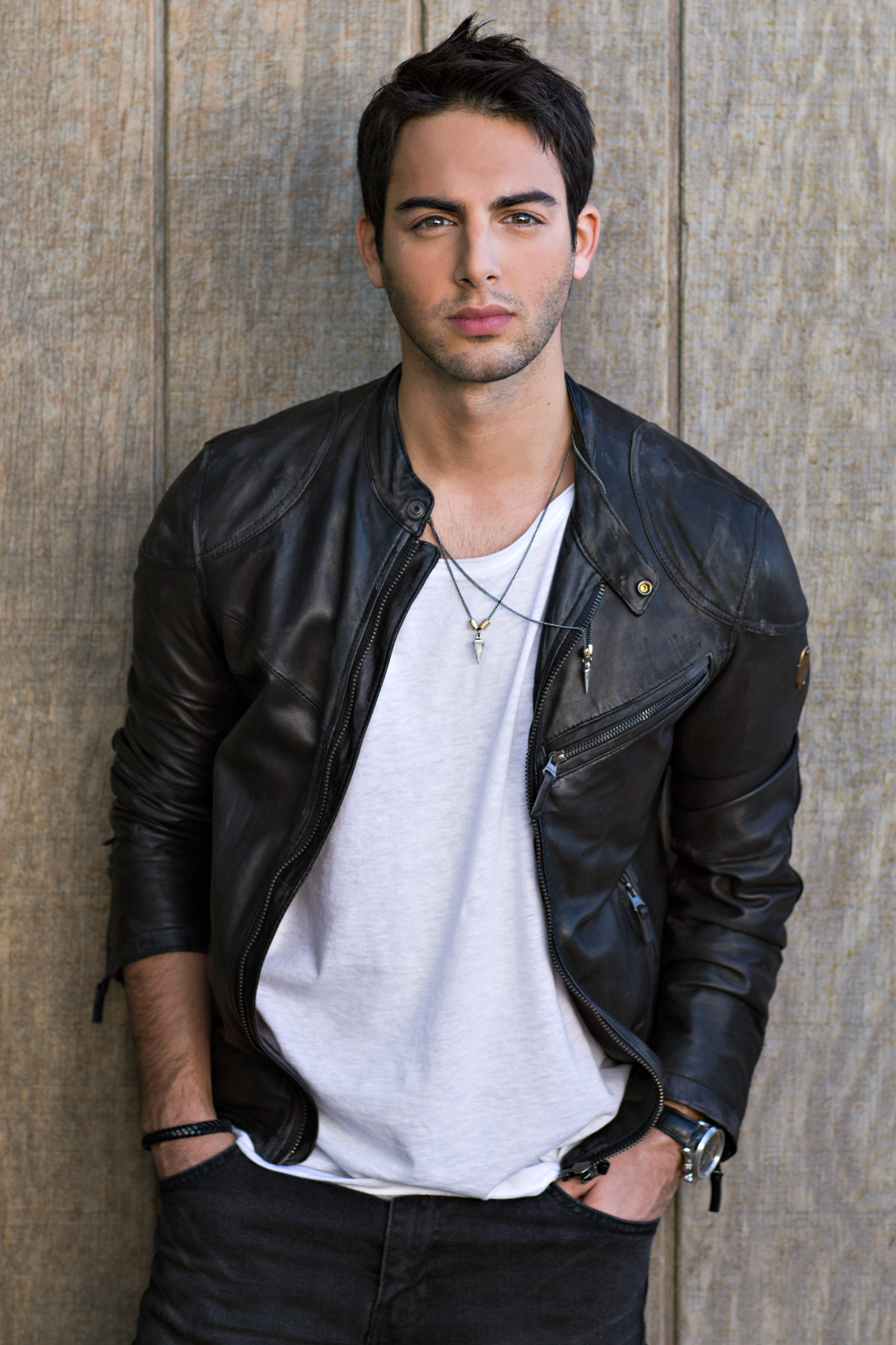
Darin (2014)

Darin Zanyar, művésznevén Darin (Vällingby, Stockholm, 1987. június 2. –) svéd énekes és dalszövegíró, a legnagyobb példányszámban értékesített svéd művészek egyike.

## Életrajz
2004-ben jelentkezett Svédország Idol című tehetségkutató versenyére, 2005-ben már a Darin című albummal tündökölt a toplistákon, ez az album platinalemez lett, majd ezt követte a The Anthem című album ami már aranylemez lett. Darin a Step Up című dallal lett igazán híres. 2006-ban kiadott még egy albumot Break The News címmel, ami szintén aranylemez lett, majd 2 év szünet után visszatért a Flashback című albummal.
2020. augusztus 3-án hivatalos Facebook oldalán felvállalta melegségét.

## Diszkográfia
- The Anthem (2005)
- Darin (2005)
- Break the News (2006)
- Flashback (2008)
- LoveKiller (2010)
- Exit (2013)
- Fjärilar i magen (2015)
- Tvillingen (2017)

## Díjak
- Grammis-díj 2006-ban
- Nickelodeon Kids Choice Award
- The Voice 06 Award
- NRJ - Legjobb északi dal Finnországban-díj
- Az év kurdja 2005-ben
- QX Az év előadója 2013-ban